# Josef Franz Leppa
Josef Franz Leppa (* 1901 in Böhmisch Budweis; † 1980 in Pförring nahe Eichstätt) war ein sudetendeutscher Schriftsteller, Journalist und Militärhistoriker. Er veröffentlichte zahlreiche seiner Forschungsergebnisse unter seinem Pseudonym Konrad Leppa. Sein älterer Bruder war der Schriftsteller Karl Franz Leppa.

## Leben
Josef Franz Leppa wuchs als Sohn eines Lehrers in Südböhmen auf. Nach einem Studium in Wien erfolgte 1926 die Promotion zum Doktor der Philosophie (Dr. phil.). Anschließend wurde er Lektor beim Verlag des Adam Kraft in Karlsbad. Zudem war Leppa Mitarbeiter militärwissenschaftlicher Zeitschriften mit zahlreichen Veröffentlichungen zur Geschichte des Ersten Weltkriegs und der ersten Hälfte des 20. Jahrhunderts unter seinem Pseudonym Konrad Leppa.
Im Herbst 1938 kam Josef Franz Leppa zum Reichsarbeitsdienst nach Berlin und war zuletzt Oberstfeldmeister bei der RAD-Leitung zu dessen Geschichtsschreibung. Sein Privatarchiv in Budweis wurde 1945 von Behörden der Tschechoslowakei für das Militärwissenschaftliche Institut in Prag beschlagnahmt. Während der Vertreibung der Deutschen aus der Tschechoslowakei nach Ende des Zweiten Weltkriegs floh Josef Franz Leppa nach Bayern.

## Publikationen
- Das Gefecht bei Schachnitzi am 6. September 1914, (1932)
- General der Infantrie Alfred Krauß. Ein Vorbild für Volk und Heer, (1932)
- Die Schlacht von Komarów 26. August bis 2. September 1914, (1932)
- Moltke und Conrad. Die Heerführung des Generalobersten von Moltke und des Generals der Infantrie Freiherr von Conrad im Sommer 1914, (1932)
- Komm, tapferer Deutscher. Von heldischer Art und Tat, (1934)
- Prinz Eugen von Savoyen, (1937)
- Die Sudetendeutschen im Weltkrieg 1914-1918, (1940)
- Generalfeldmarschall Walter Model. Von Genthin bis vor Moskaus Tore, (1962)